# Grande Région
Pour les articles homonymes, voir Grande région.
La Grande Région est un espace de coopération regroupant des territoires partenaires allemands (Sarre, Rhénanie-Palatinat), belges (Wallonie) et français (Lorraine, au sein de la région Grand Est), ainsi que le grand-duché du Luxembourg.
Elle est adossée à l'Europe rhénane, entre  la Meuse, la Moselle et la Sarre, et a pour but d'améliorer la coopération politique, économique et les partenariats entre les différents acteurs. Elle était capitale européenne de la culture 2007.
Elle a le statut de groupement européen de coopération territoriale (GECT). Un programme Interreg permet quant à lui le financement par la Commission européenne de projets visant à faciliter l'intégration régionale et la résolution d'obstacles à la coopération transfrontalière.

## Historique

### Origines
La Grande Région puise ses origines dans la Commission intergouvernementale franco-allemande, lancée lors du sommet franco-allemand des 13 et 14 mars 1969 par le chancelier Kiesinger et le président de la République Charles de Gaulle. Réunie la première fois à Bonn le 19 février 1970, cette commission avait pour but de répondre aux défis posé par le déclin des industries minières et sidérurgiques. Très vite, elle souligne la nécessaire réflexion concertée franco-germano-luxembourgeoise au sein du « triangle minier ».
Le 19 mai 1971 se réunit ainsi  pour la première fois, à Sarrebruck, la Commission mixte intergouvernementale franco-germano-luxembourgeoise. Une commission régionale avec des groupes de travail thématiques est créée à cette occasion.

### Institutionnalisation
La coopération est consolidée durant l’année 1980 à Bonn par le ministère des Affaires étrangères de la République fédérale d'Allemagne et les ambassades française et luxembourgeoise. Le 16 octobre 1980 est ainsi conclu l'Accord relatif à la coopération germano-franco-luxembourgeoise dans les régions frontalières. Cet accord institutionnalise en créant deux institutions côte à côte:
- la Commission intergouvernementale chargée de traiter les questions de coopération transfrontalière
- la Commission régionale SaarLorLux-Trèves-Palatinat occidental, organe consultatif chargé de formuler des recommandations à la Commission intergouvernementale et de traiter des questions de coopération sous ses aspects régionaux.

En 1986 est fondé le CPI, le Conseil parlementaire interrégional. S'il ne possède pas de compétence législative, il est toutefois considéré comme l'assemblée parlementaire consultative de la Grande région, formulant des recommandations et des prises de position à destination des exécutifs.

### Renforcement de la Grande-Région
Le 20 septembre 1995 à lieu à Mondorf-les-Bains (Luxembourg) le premier sommet de la Grande-Région à l'initiative de Jean-Claude Junker et Oskar Lafontaine. Rassemblant les représentants politiques de chaque région, ce sommet décide de l'instauration d'une présidence tournante de 18 mois et de la mise en place du Collège des représentants personnels, chargés de la mise en œuvre des délibérations du Sommet et de la préparation des sommets suivants. Cette présidence tournante est prolongée à 24 mois en 2009.
À partir de 1997 se réunit le CESGR, Comité économique et social de la Grande-Région. Cette plateforme institutionnelle réunit les partenaires sociaux et soumet études et recommandations.
En 1999 est installée la Maison de la Grande-Région à Luxembourg, bureau commun rassemblant Luxembourg-Rhénanie-Palatinat et Sarre. À partir de 2001, ce bureau accueille le secrétariat du CESGR.

### Elargissement à la Belgique et réforme de gouvernance
2005 marque un tournant dans la gouvernance de la Grande-Région avec l'intégration de la Région wallonne, la Communauté française et la Communauté germanophone de Belgique à la grande région. Parallèlement s'opère la fusion de la Commission régionale « SaarLorLux-Trèves/Palatinat occidental » et du sommet de la Grande Région. Désormais, le pilotage stratégique est assuré par le sommet des exécutifs et le Collège des représentants personnels met en œuvre  le pilotage opérationnel.

En 2014 est enfin mis en place le GECT secrétariat de la Grande-Région, accompagnant et apportant son soutien aux travaux du sommet de la Grande-Région. L'année suivante est inaugurée la Maison de la Grande-Région à Esch-sur-Alzette, rassemblant en un même lieu neuf entités chargées de la coopération transfrontalière en Grande Région.

1980 : fondation de SaarLorLux.
La Grande Région.
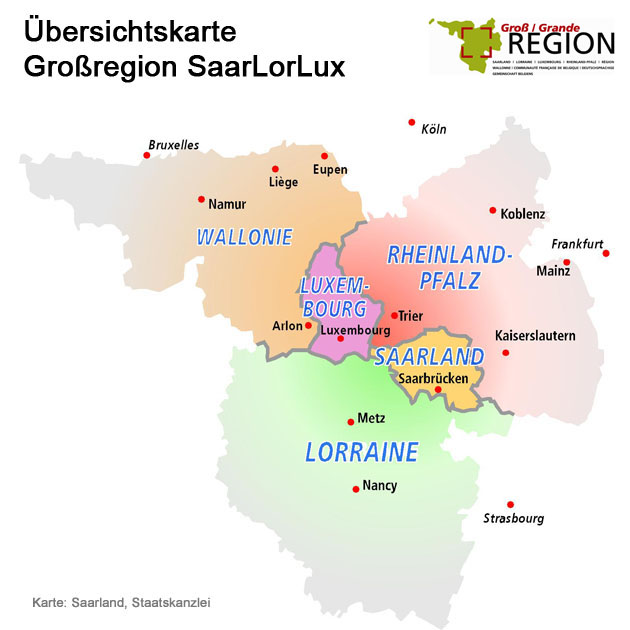

## Composition
Au sein de la Grande Région collaborent au sein des différents organes pas moins de 10 territoires issus de 5 régions et états situés dans 4 pays différents :
- Grand-duché de Luxembourg
- Land de Rhénanie-Palatinat
- Land de Sarre:
- Belgique[3] :
  - Wallonie
  - Fédération Wallonie-Bruxelles
  - Communauté germanophone de Belgique[4]
- L'ancienne région Lorraine :
  - Région Grand Est (à travers son conseil régional et la préfecture de région)[5]
  - Département de la Meuse
  - Département de la Moselle
  - Département de la Meurthe-et-Moselle
  - Département des Vosges

## Organes et fonctionnement
Le sommet des exécutifs de la Grande Région, instance de dialogue politique et technique, réunit 11 gouvernements et collectivités territoriales, représentant les principales autorités administratives. Des parlementaires, ainsi que des membres du Conseil régional Grand Est sont quant à eux réunis au sein d'un Conseil parlementaire interrégional (CPI). Le Comité économique et social de la Grande Région (CESGR) réunit quant à lui des acteurs sociaux et économiques.
Ces instances de coopération sont présidées pour 2 années, de manière tournante, par les différents versants : à la présidence par les partenaires lorrains (2021/2022) succède ainsi la présidence rhénan-palatine (2023-2024).

## Missions

### Population
En 2021, la Grande Région compte 11,7 millions habitants répartis de façon inégale sur ses cinq composantes. Plus de la moitié de cette population vit en Rhénanie-Palatinat et en Région wallonne. Au Luxembourg ne résident que 4,26 % des habitants de la Grande Région. Les travailleurs frontaliers entre les différentes régions sont au nombre de 258 000 en 2021, un nombre en hausse continue: ils n'étaient en effet que 201 794 en 2010 et 120 000 en l'an 2000.
Les projections de population annoncent une augmentation d'à peine 0,245 % entre 2012 et 2020. Cependant, sur ce même intervalle, la population de plus de soixante ans doit augmenter d'environ 25 %,.
En dehors du Luxembourg, où l'immigration dépasse le nombre d'émigrés, les autres régions voient leur émigration à peine compensée par l'immigration,.

## Transport
Le Saar-Lor-Lux Ticket est un billet journalier transfrontalier permettant, les weekends et jours fériés, de se déplacer en train dans toute la Grande Région.

## Sommet de la Grande Région: agenda économique et social
Depuis le premier sommet de la Grande Région (GR) qui a eu lieu à Mondorf-les-Bains (grand-duché du Luxembourg) en 1995, les exécutifs montrent un intérêt commun quant à la création d’un agenda économique et social en vue des projets transfrontaliers qui étaient de plus en plus nombreux. Lors de ce sommet, ils expriment la nécessité d’une coopération économique et sociale commune échangeant sur les expériences de marché du travail régional, le développement d’équipement transfrontalier, des outils de communication, la suppression d’obstacles administratifs et la poursuite d’initiatives permettant le développement d’un espace transfrontalier. Une année plus tard, les exécutifs créent le Comité économique et social de la Grande Région (CESGR) qui devra « traiter de façon intensive tous les problèmes inhérents au développement économique et social de la Grande Région.» On lui fixera comme objectif de créer un observatoire du marché de l’emploi de la Grande Région, de faciliter la mobilité grande régionale ou encore de participer à la réduction des barrières administratives. Lors des futurs sommets, les exécutifs continueront de souligner l’importance du travail du CESGR et de ses groupes de travail.
L’objectif principal du CESGR est de représenter les partenaires économiques et sociaux de la Grande Région et de leur permettre le dialogue afin de participer à la réflexion politique grande régionale. C’est également la voix des employés et des employeurs de la GR. Chaque année en collaboration avec l’Observatoire interrégional de l’emploi (OIE), il élabore un rapport en cinq parties sur la situation économique et sociale de la Grande Région. Il compare également les résultats obtenus avec ceux de l’Union européenne.
Dans le huitième rapport « 25 années en Grande Région – bilan et perspectives économiques et sociaux », le CESGR et l’OIE souhaitent dresser un bilan en s’appuyant sur les chiffres des dernières années. Ils commencent par faire un point sur la situation économique et sociale de la GR sur les deux dernières décennies. Ensuite, ils reviennent sur les succès et les coopérations de la Grande Région. Enfin, ils font part de leurs perspectives et champs d’action. D’après un tableau d’Eurostat, il semblerait que le PIB et le revenu par habitant aient augmenté sur la période entre 1995 et 2019 en Grande Région. Sur la période de 1999 à 2019, le taux de chômage en Grande Région aurait baissé de 3,6 points. De plus, le nombre de frontaliers entrants aurait presque doublé passant de 127 071 en 2000 à 248 845 en 2019. Sur la même période, on remarque également un vieillissement de la population sur l’ensemble du territoire. Celui-ci ne serait plus attractif pour les jeunes en recherche d’emploi. En revanche, la situation économique semble bien se porter sur l’ensemble du territoire, entre 1995 et 2018 la valeur ajoutée de la GR aurait augmenté de plus de 85% dépassant la moyenne de l’Union européenne.
La situation économique et sociale semble être satisfaisante sur plusieurs points de vue. Cependant, il ne faut pas oublier que le Luxembourg reste le cœur économique de la Grande Région et que son besoin croissant en main d’œuvre qualifiée pourrait également appauvrir d’autres territoires de la GR, la coopération reste donc essentielle pour faire face aux futurs enjeux grands régionaux. Dans les années à venir, le sommet de la Grande Région et le CESGR s’intéresseront principalement aux défis en matière de santé, de nouvelles technologies, de transports, de croissance économique intelligente au vu du réchauffement climatique ainsi qu’au développement de la cohésion sociale au sein de la Grande Région.

## Villes de plus de 100 000 hab.
[pas clair]
- Mayence : 206 991 hab. (2015)
- Charleroi : 201 256 hab. (2017)
- Liège : 197 885 hab. (2017)
- Sarrebruck : 178 629 hab. (2015)
- Ludwigshafen : 163 832 hab. (2015)
- Luxembourg : 132 780 hab. (2023)
- Metz : 117 619 hab. (2014)
- Coblence : 111 434 hab. (2015)
- Namur : 111 416 hab. (2017)
- Trèves : 107 233 hab. (2015)
- Nancy : 105 162 hab. (2015)

## Villes formant un « cercle » autour de/du Luxembourg (rayon 30 km)
- Trèves 107 233 hab. (2015) (A l'est de Luxembourg)
- Thionville 41 083 hab. (2014) (Au sud de Luxembourg)
- Esch-sur-Alzette 34 378 hab. (2017) (Au sud-ouest de Luxembourg)
- Sarrelouis : 34 248 hab. (2015) (Au sud-est du Luxembourg)
- Merzig 29 615 hab. (2015) (Au sud-est de Luxembourg)
- Arlon 29 585 hab. (2017) (A l'ouest de Luxembourg)
- Differdange 25 402 hab. (2017) (Au sud-ouest de Luxembourg)
- Dudelange 20 480 hab. (2017) (Au sud de Luxembourg)
- Konz 17 605 hab. (2015) (A l'est de Luxembourg)
- Aubange 16 856 hab. (2017) (Au sud-ouest de Luxembourg)
- Yutz 15 948 hab. (2014) (Au sud de Luxembourg)
- Hayange 15 757 hab. (2014) (Au sud de Luxembourg)
- Bastogne 15 737 hab. (2017) (Au nord-ouest de Luxembourg)
- Ettelbruck/Diekirch 15 305 hab. (2017) (Au nord de Luxembourg)
- Longwy 14 293 hab. (2014) (Au sud-ouest de Luxembourg)
- Fameck 14 136 hab. (2014) (Au sud de Luxembourg)
- Bitburg 13 733 hab. (2015) (Au nord-est de Luxembourg)
- Florange 11 736 hab. (2014) (Au sud de Luxembourg)
- Virton 11 381 hab. (2017) (A l'ouest de Luxembourg)
- Rombas 9 904 hab. (2014) (Au sud-ouest de Luxembourg)
- Saint-Vith 9 663 hab. (2017) (Au nord du Luxembourg)
- Villerupt 9 500 hab. (2014) (Au sud-ouest de Luxembourg)
- Hagondange 9 500 hab. (2014) (Au sud de Luxembourg)

### Emploi
En 2007, le nombre d'actifs résidant dans la Grande Région s'élève à plus de 5,3 millions en 2019.
Depuis 2000, le nombre de travailleurs frontaliers n'a cessé d'augmenter, passant de 120 000 à 201 794 en 2010 puis 258 000 en 2021. Ces travailleurs prennent en majorité la direction du grand-duché de Luxembourg. Mais le nombre de sans-emploi n'a cessé d'augmenter. La montée du chômage est une manifestation des profondes modifications qui ont affecté le fonctionnement du marché du travail : mutation rapide et profonde de l'économie, liée au bouleversements technologiques et à la mondialisation des échanges, délai d'adaptabilité de la main-d'œuvre, inadéquation qualitative et quantitative entre l'offre et la demande.
L'inégale répartition des emplois entre territoires (eu égard à l'importance des actifs), s'accompagne aussi d'une concentration géographique des emplois dans quelques pôles d'activité qui eux aussi vont générer d'importants mouvements intrarégionaux entre lieu de domicile et lieu de travail.
Les dispositifs statistiques dans les cinq territoires ne permettent pas d'évaluer l'offre d'emploi à un niveau géographique fin. Toutefois le déséquilibre constaté pour un espace géographique donné entre le nombre d'actifs qui y travaillent et celui des résidents constitue une première approche pour la localisation des pôles d'activités.
Indépendamment du phénomène frontalier, les pôles d'emploi des résidents de chacun des territoires de la Grande Région sont à la fois plus nombreux et de taille plus importante en Allemagne. Le Stadtverband de Sarrebruck héberge presque deux fois plus d'actifs résidents. Mais en Rhénanie-Palatinat, Ludwigshafen, Mayence, Kaiserslautern, Coblence et Trèves sont également des pôles d'attraction où se rendent 70 000 à 80 000 actifs.

## Galerie

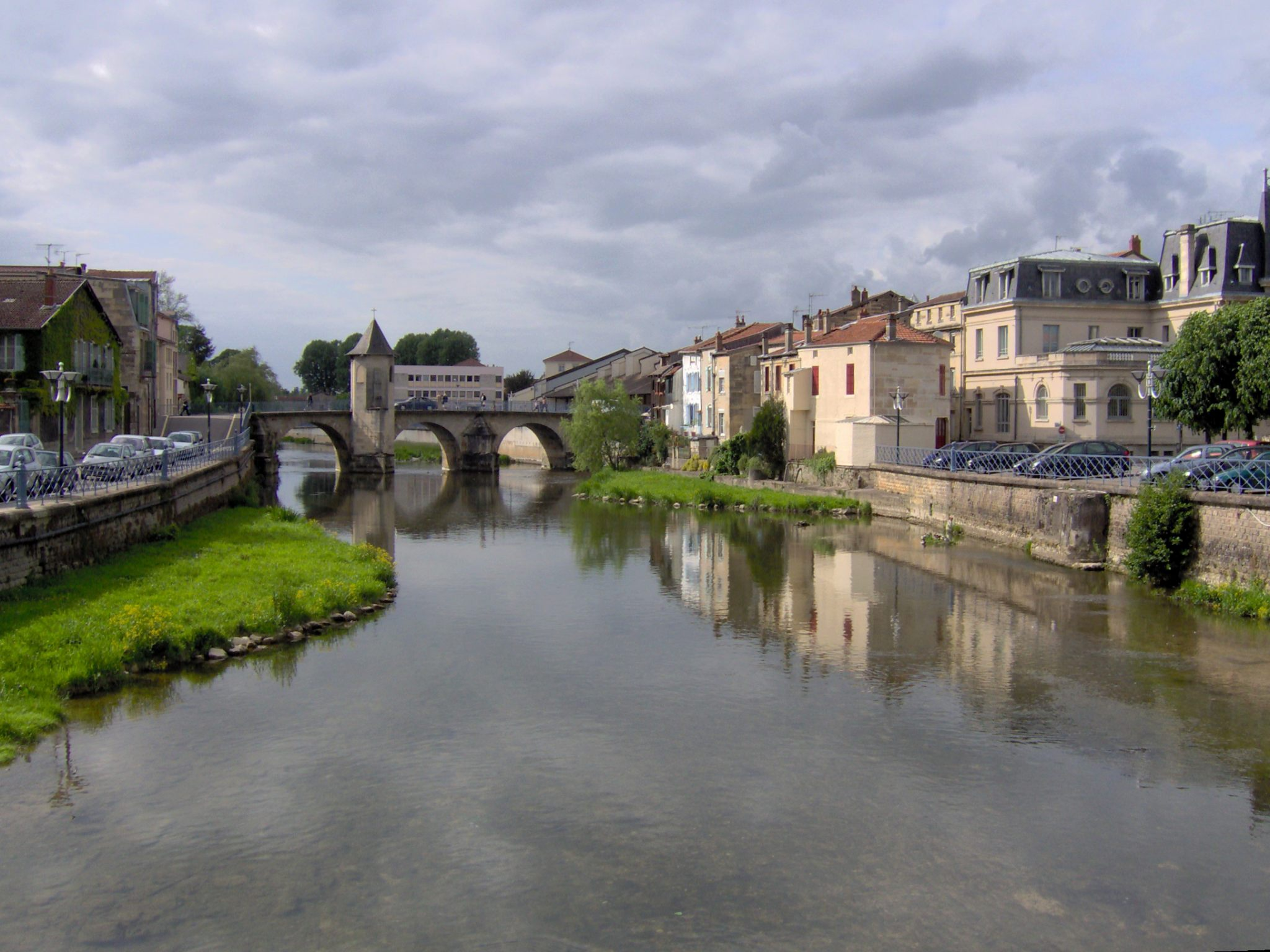
Bar-le-Duc (Lorraine) : l'Ornain
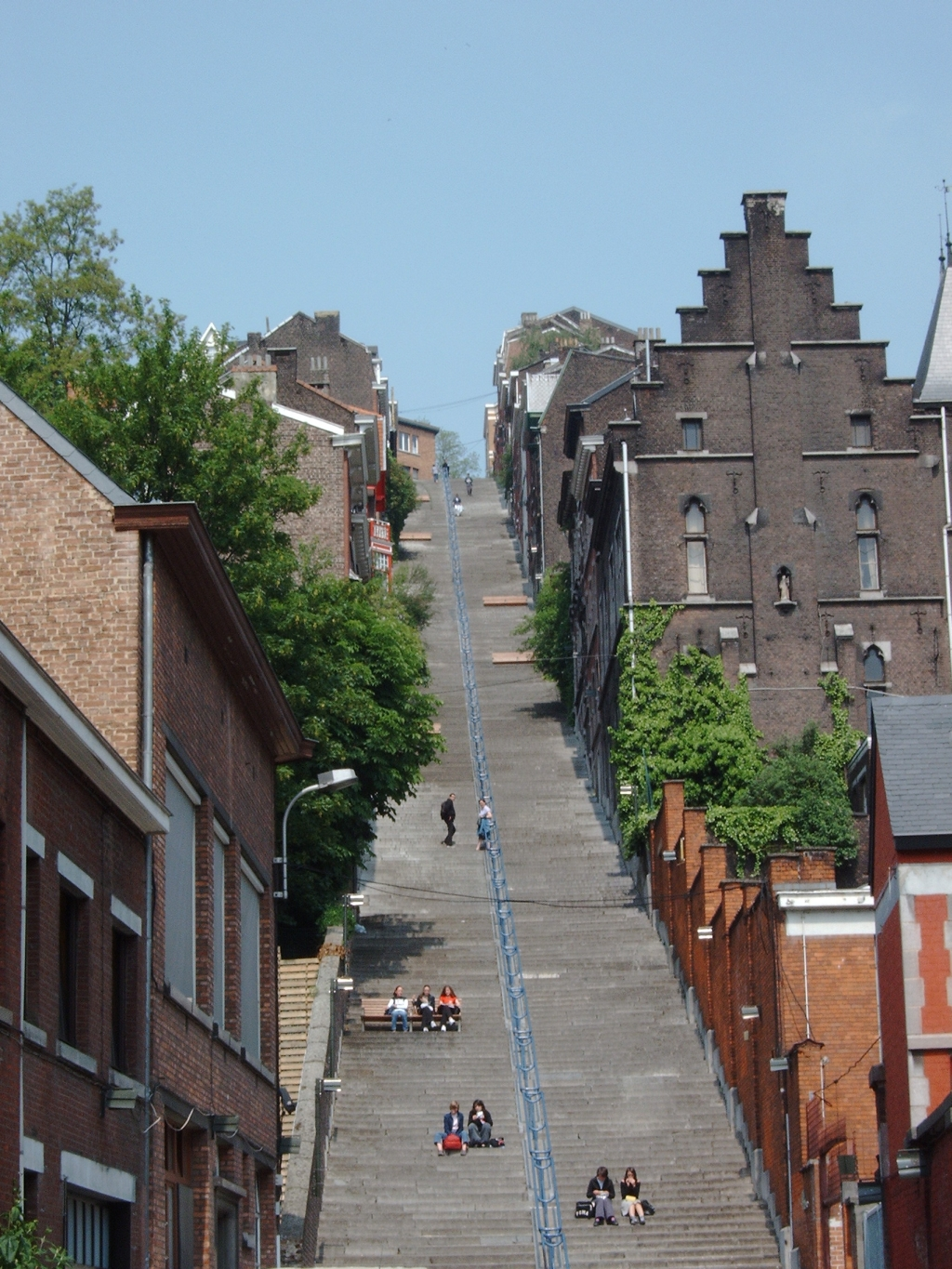
Liège : Montagne de Bueren
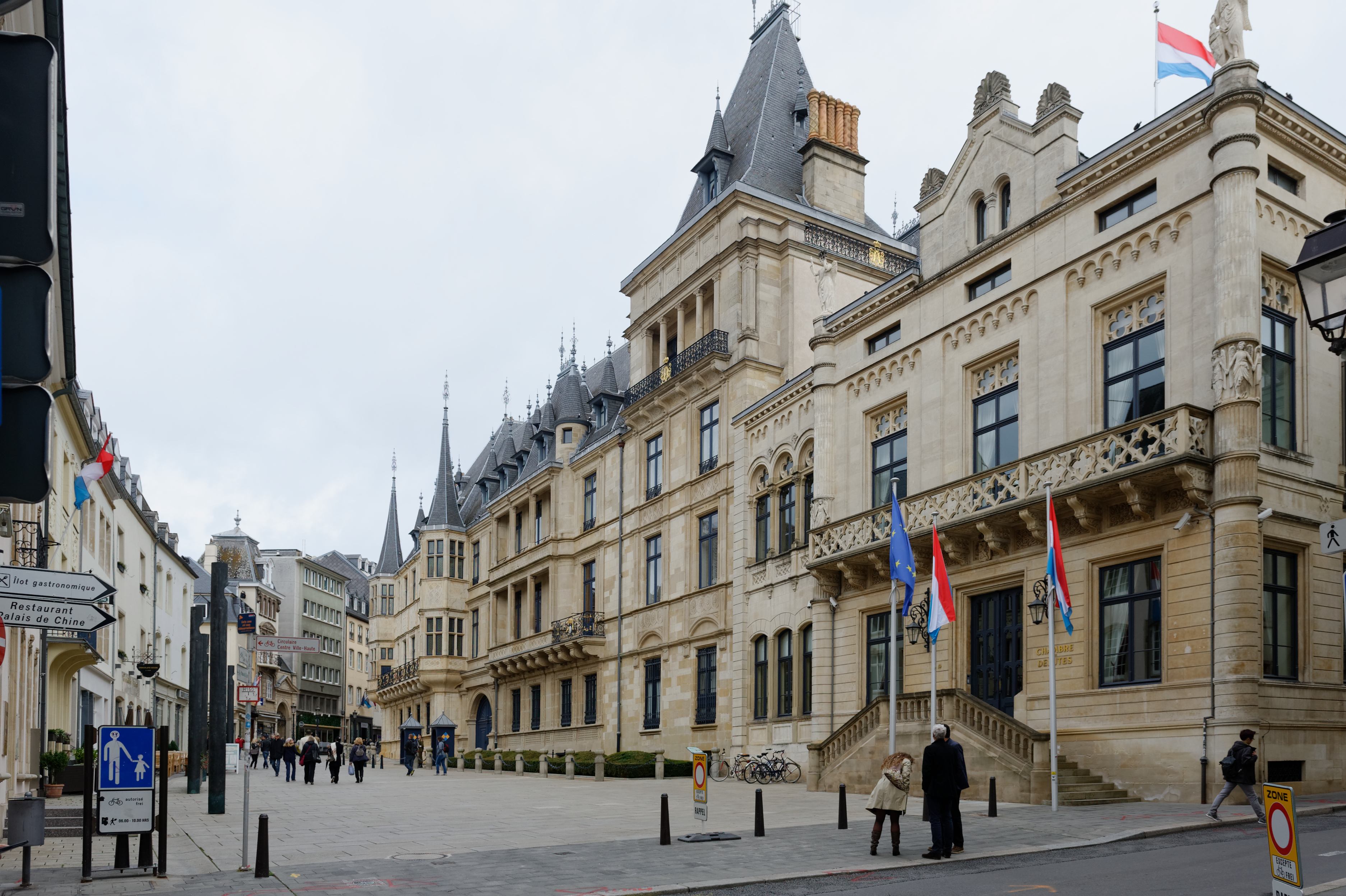
Luxembourg-Ville : Palais grand-ducal
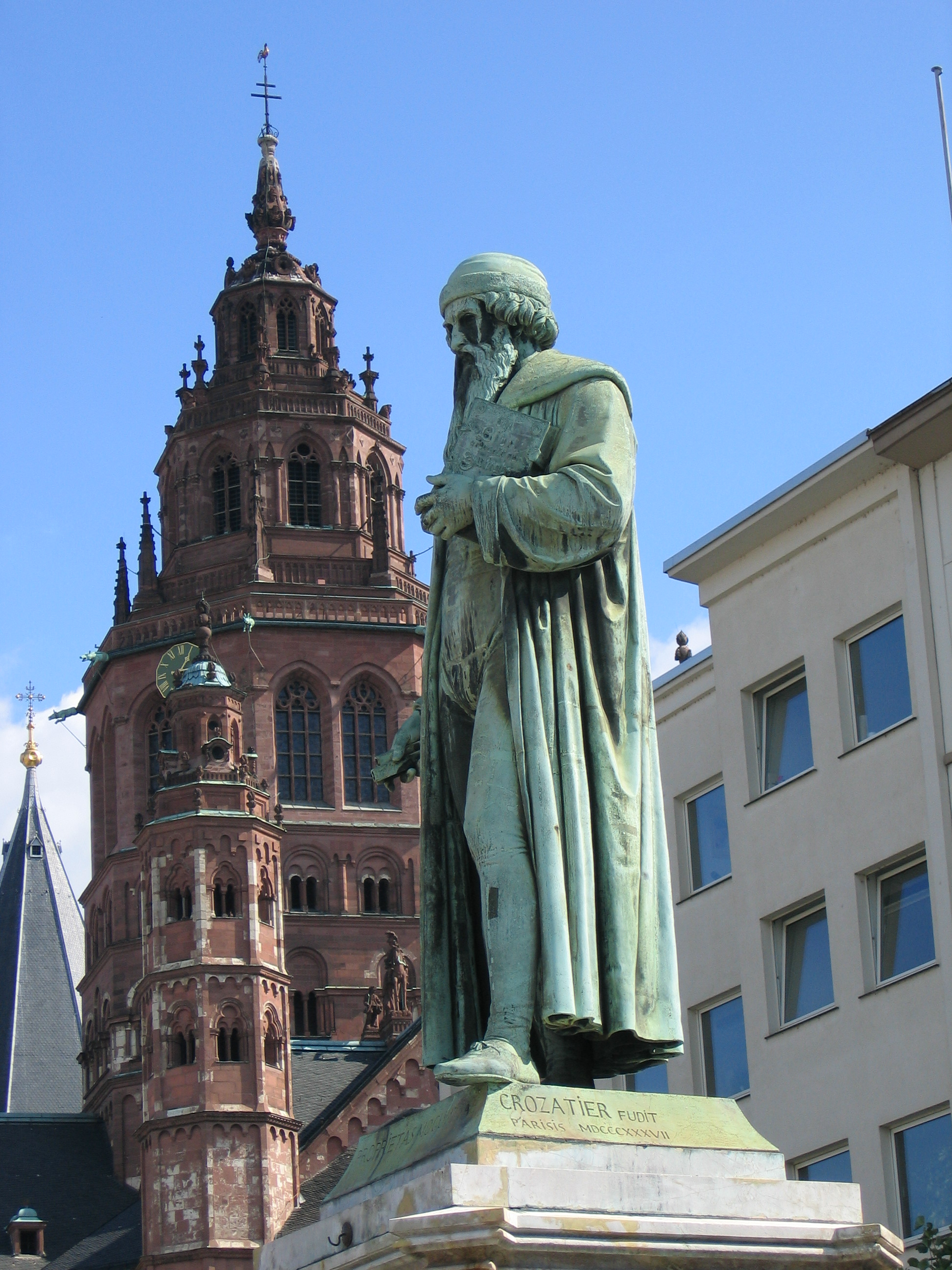
Mayence : statue de Gutenberg
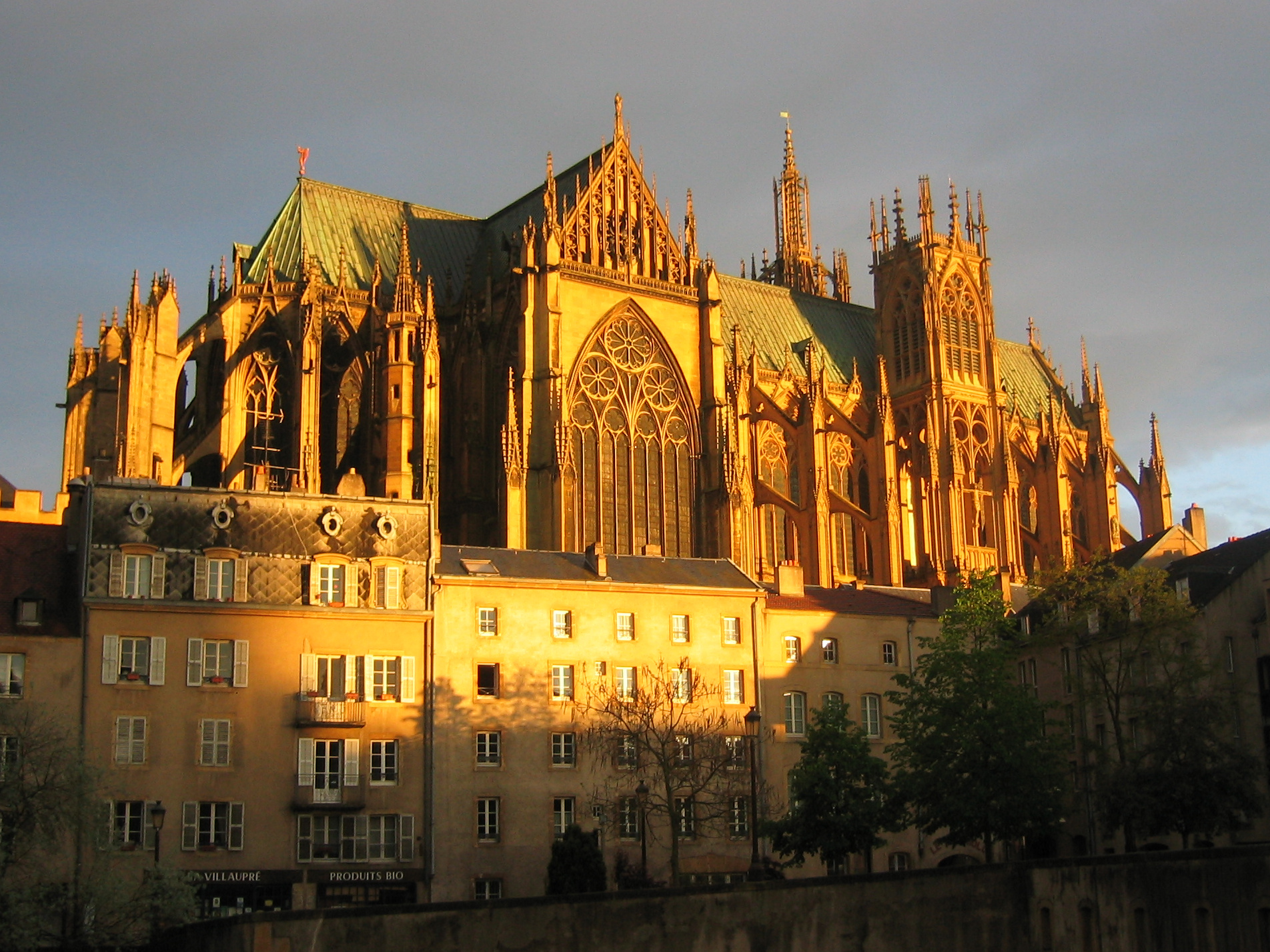
Metz : Cathédrale Saint-Étienne de Metz
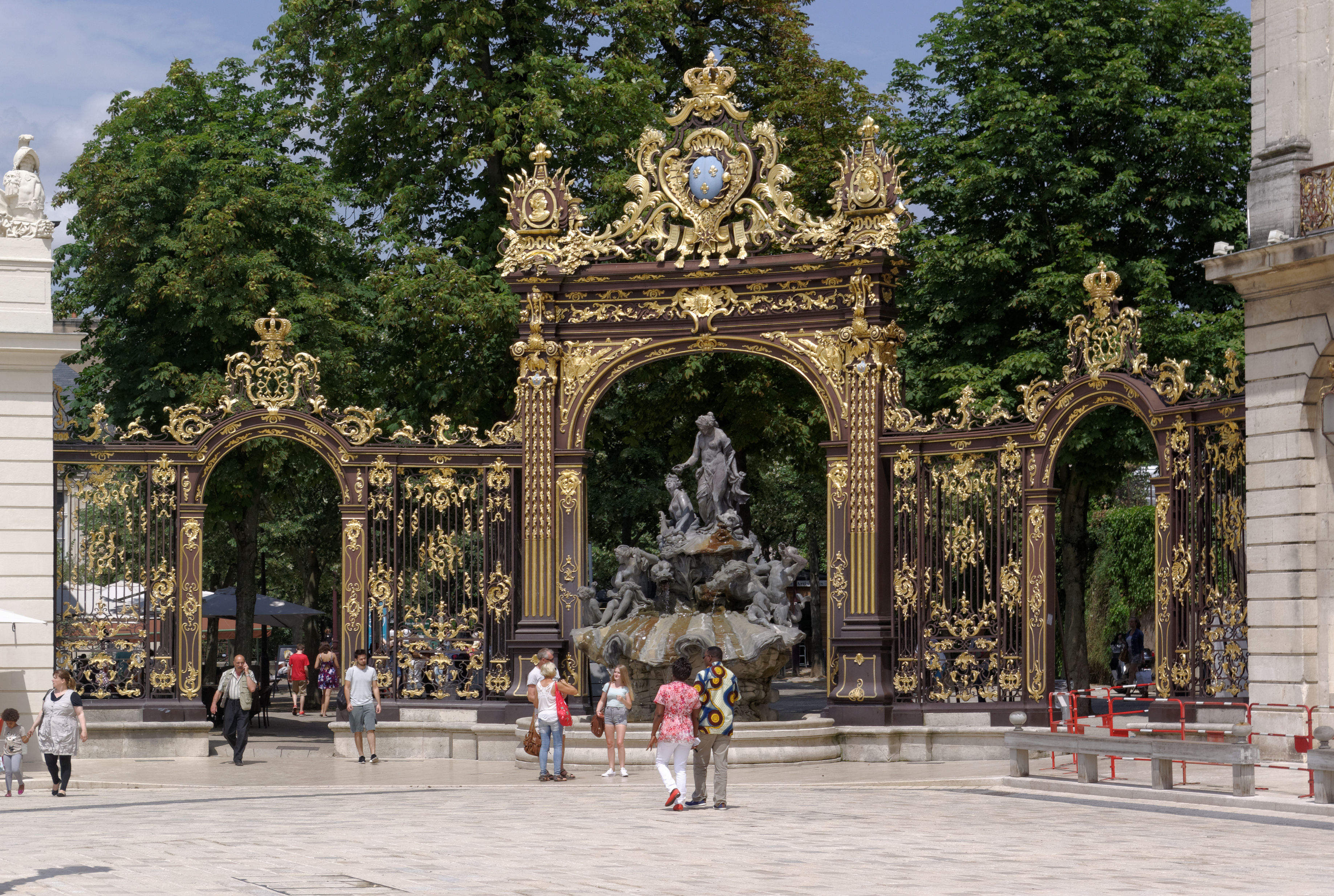
Nancy : place Stanislas
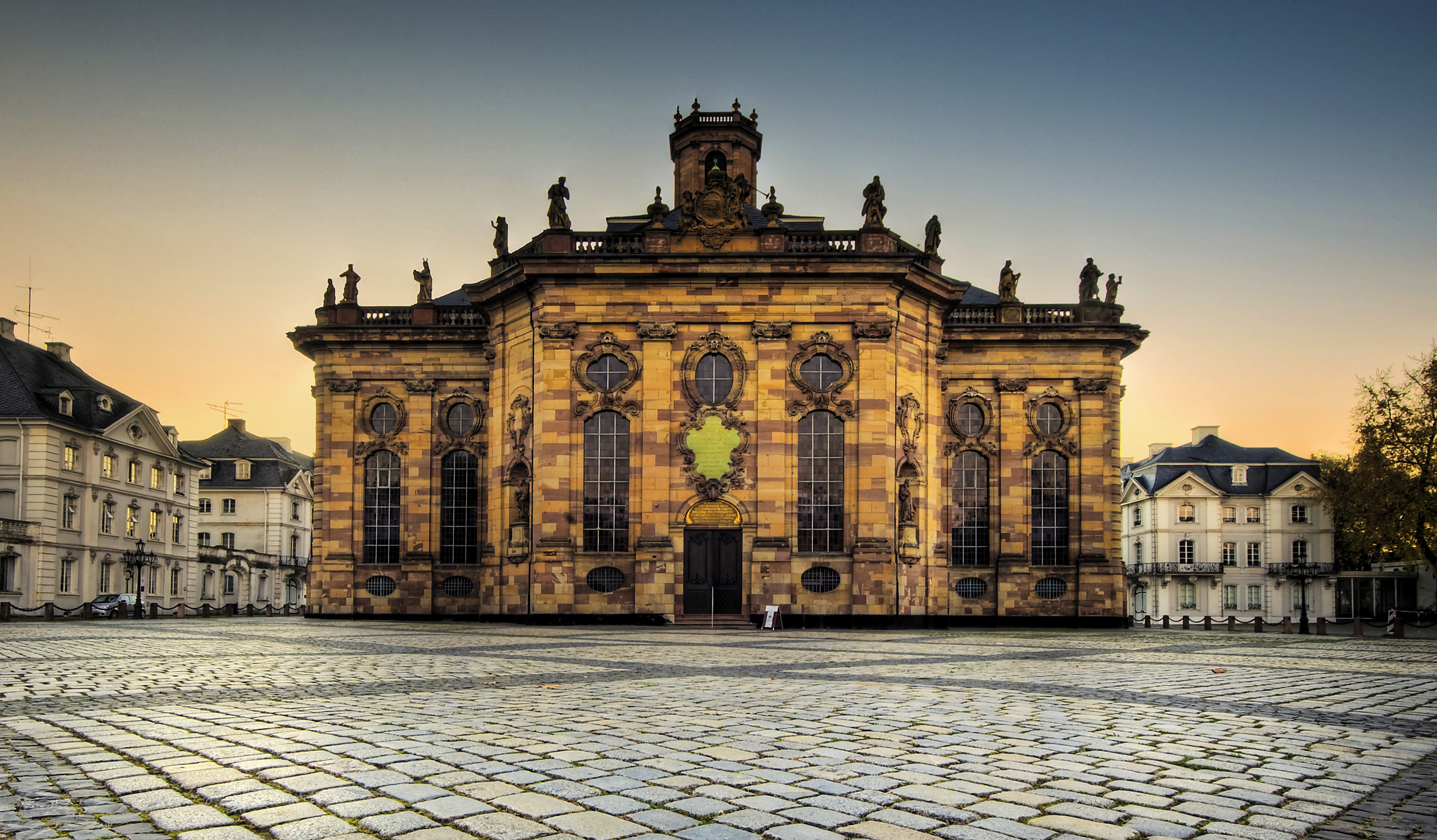
Sarrebruck : Ludwigskirche
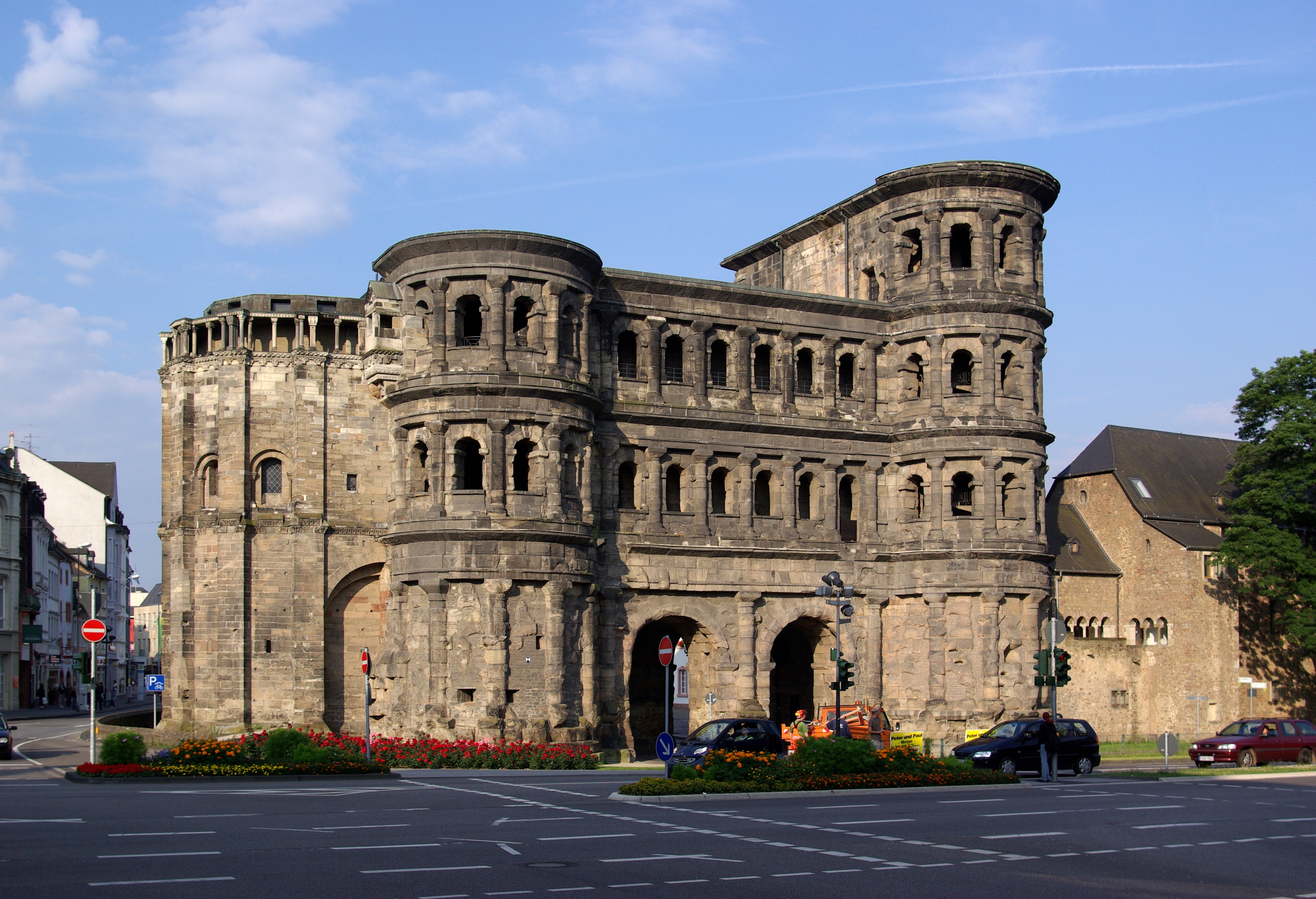
Trèves : Porta Nigra
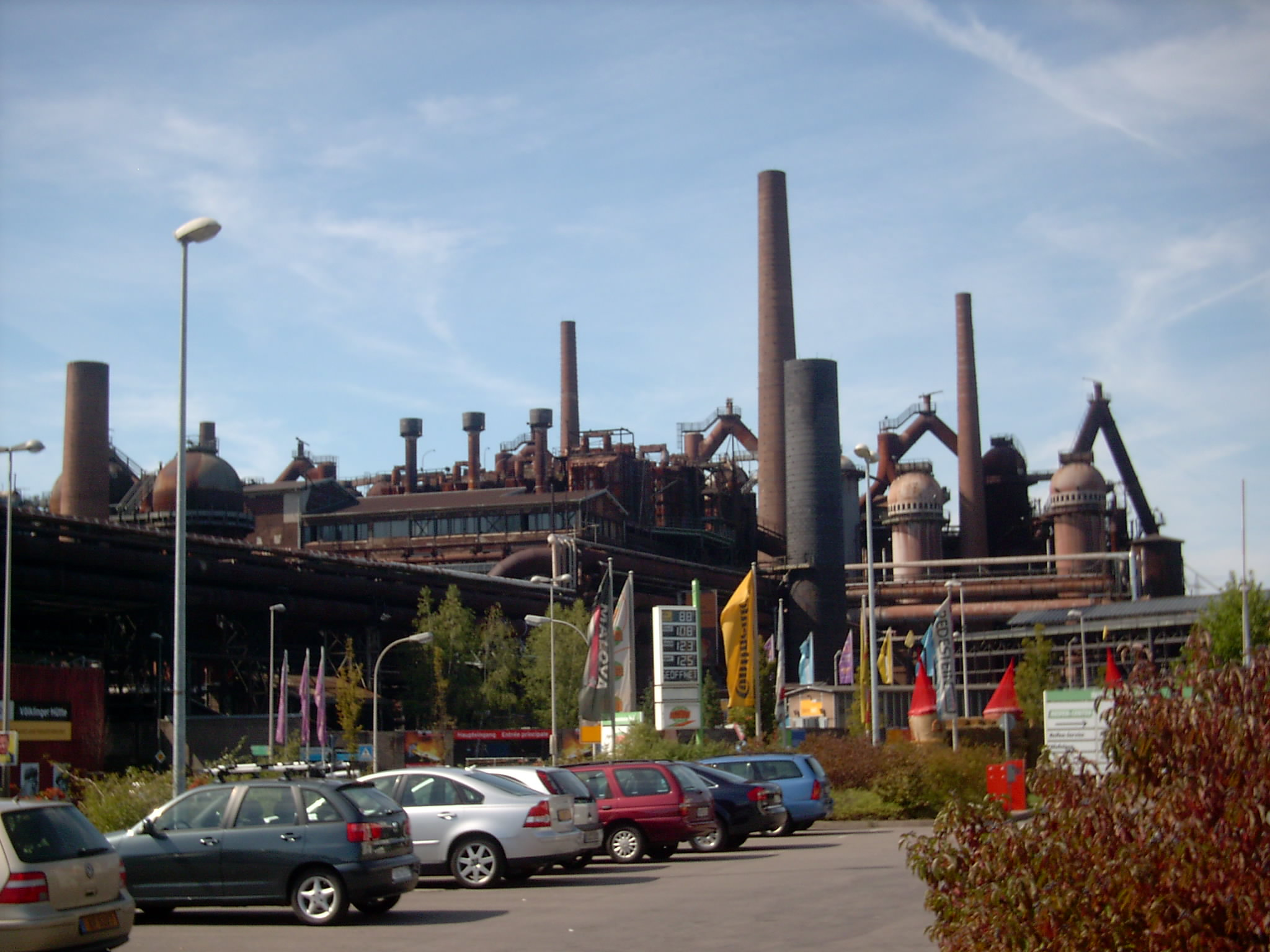
Völklingen : usine sidérurgique de Völklingen